# Jökultungur
Jökultungur är en bergstopp i republiken Island. Den ligger i regionen Suðurland, 130 km öster om huvudstaden Reykjavík. Toppen på Jökultungur är 940 meter över havet.
Trakten runt Jökultungur är nära nog obefolkad, med mindre än två invånare per kvadratkilometer. Det finns inga samhällen i närheten. Trakten runt Jökultungur består i huvudsak av gräsmarker.